# Angry Birds Friends
Angry Birds đã có trên Facebook ngày 13/2/2012. Sau khi game đổi tên thành: Angry Birds Friends được gần một tháng (1/4/2013), Angry Birds Friends đã có trên Android vào ngày 2/5/2013. Những người chơi Angry Birds Friends có thể chơi trên Android và iOS miễn phí.

## Lưu hành tiền tệ trò chơi

### Coins
Coins dùng để mua Power-Ups và nhiều hơn thế

## Về các tập phim

### Angry Birds trên Facebook
Angry Birds Friends, ngoài những episode của Angry Birds, Angry Birds Friends còn cho thêm một vài tập đặc biệt và 10 bonus trứng vàng mà chỉ có Angry Birds Friends có.
| Tập phim      | Ván       | Ngày phát hành |
| ------------- | --------- | -------------- |
| Poached Eggs  | 63 levels | 13/2/2012      |
| Mighty Hoax   | 42 levels | 13/2/2012      |
| Surf and Turf | 45 levels | 13/2/2012      |
| Pig Tales     | 30 levels | 27/3/2013      |
| Pigini Beach  | 15 levels | 10/7/2013      |

#### Dừng hoạt động
Kể từ năm 2020, Angry Birds Friends trên Facebook dừng phát hành các episode này.

## Giải đấu hàng tuần
Hàng tuần, vào lúc 14h00 thứ 2, các chương trình giải đấu hàng tuần được diễn ra. Sau 7 ngày, người chơi thắng cuộc sẽ nhận được các giải thưởng tương ứng.

### Special Tournament
2012
- Lotus F1 Team: Từ 14h 03/09/2012 đến 14h 19/11/2012
- Halloween Tournament: Từ 14h 29/10/2012 đến 14h 5/11/2012
- Winter Tournament: Từ 14h 3/12/2012 đến 14h 24/12/2012

#### 2013
- Valentine Tournament: Từ 14h 11/02/2013 đến 14h 18/02/1013
- Freddy for a Day Tournament: Từ 14h 02/09/2013 đến 14h 09/02/2013
- Rock in Rio Tournament: Từ 14h 09/09/2013 đến 14h 16/09/2013
- Halloween 2013 Tournament: Từ 14h 23/10/2013 đến 14h 30/10/2013
- Holidays Tournament: Từ 14h 09/12/2013 đến 14h 23/12/2013

#### 2014
- Valentine's Day 2014: Từ 14h 10/02/2014 đến 14h 17/10/2014
- Wingman Tournament: Từ 14h 03/03/2014 đến 14h 04/08/2014
- Bomb Tournament: Từ 14h 17/03/2014 đến 14h 24/03/2014
- Easter Tournament: Từ 14h 14/04/2014 đến 14h 21/04/2014
- Bird Cup Tournament: Từ 14h 09/06/2014 đến 14h 07/07/2014
- Chuck Tournament: Từ 14h 21/07/2014 đến 14h 28/07/2014
- Office Tournament: Từ 14h 01/09/2014 đến 14h 08/09/2014
- Sneak Peak Tournament: Từ 14h 29/09/2014 đến 14h 06/10/2014
- PigMania Tournament: Từ 14h 06/10/2014 đến 14h 14/10/2014
- Halloween Tournament: Từ 14h 20/10/2014 đến 14h 28/10/2014
- Pangolins Tournament: Từ 14h 17/11/2014 đến 14h 25/11/2014
- TNT Tournament: Từ 14h 01/12/2014 đến 14h 09/12/2014
- Holidays Tournament: Từ 14h 15/12/2014 đến 14h 29/12/2014

#### 2015
- NHL Hockey Bird Tournament: Từ 14h 19/1/2015 đến 14h 02/02/2015
- Valentine's Day: Từ 14h 09/02/2015 đến 14h 16/02/2015
- Retro Game Tournament: Từ 14h 02/03/2015 đến 14h 09/03/2015
- Earth Hour Tournament: Từ 14h 23/3/2015 đến 14h 30/03/2015
- Easter Tournament: Từ 14h 30/03/2015 đến 14h 05/04/2015
- Rocket Tournament: Từ 14h 13/04/2015 đến 14h 20/04/2015
- Bubbles Tournament:Từ 14h 27/04/2015 đến 14h 04/05/2015
- Rock in Rio Tournament: Từ 14h 04/05/2015 đến 14h 11/05/2015
- Help Nepal Tournament: Từ 14h 18/05/2015 đến 14h 25/05/2015
- Massive Tournament: Từ 14h 01/06/2015 đến 14h 08/06/2015
- Underwater Tournament: Từ 14h 15/06/2015 đến 14h 22/06/2015
- #UpForSchool Tournament: Từ 14h 29/06/2015 đến 14h 06/07/2015
- Princess Tournament: Từ 14h
- Matilda Tournament: Từ 14h
- Hip Hop Tournament: Từ 14h
- Rio Tournament: Từ 14h
- Rock in Rio Tournament: Từ 14h
- Champion for Earth! Tournament: Từ 14h
- Love Rocks Tournament: Từ 14h
- Halloween Tournament: Từ 14h
- Moustache Pig Tournament: Từ 14h

### Giải thưởng
1. 1 = 200 Coins
2. 2 = 100 Coins
3. 3 = 50 Coins
4. 4 trở đi = 10 Coins